# Дзюбановка (Козельщинский район)
Дзюбановка (укр. Дзюбанівка) — село,
Оленовский сельский совет,
Козельщинский район,
Полтавская область,
Украина.
Код КОАТУУ — 5322083703. Население по переписи 2001 года составляло 127 человек.

## Географическое положение
Село Дзюбановка находится в 4,5 км от правого берега ручья Волчий,
примыкает к селу Трояны (Кобелякский район), на расстоянии в 0,5 км расположено село Калиновка.
Рядом проходит автомобильная дорога Р-52.

## История
Во время образования волостей деревня Трояновка разделилась по почтовому тракту из Кобеляк в Буняковку, на Трояновку в Волчереченской волости, а Дзюбановку в Бригадировской
Село указано на специальной карте Западной части России Шуберта 1826-1840 годов как Трояновка